# Isola Bella (Sizilien)
Die Isola Bella ist eine kleine Insel im Ionischen Meer vor der Ostküste Siziliens. Sie gehört zu dem Ortsteil Mazzarò der Stadt Taormina in der Metropolitanstadt Messina und ist durch eine Sandbank mit dem Strand von Mazzarò verbunden.
König Ferdinand III. von Sizilien schenkte die Insel 1806 der Gemeinde Taormina. Diese musste sie jedoch um 1900 wegen finanzieller Schwierigkeiten verkaufen. Zunächst kam die Insel in den Besitz von Florence Trevelyan, einem Mitglied der anglikanischen Gemeinde von Taormina, die dort exotische Pflanzen züchtete, die sie dann in dem von ihr gegründeten Stadtpark von Taormina anpflanzte. Nach mehreren Eigentümerwechseln wurde die Insel 1954 schließlich von den Brüdern Bosurgi erworben, die dort ein großes Wohngebäude errichteten. Die Insel wurde nun auch als Veranstaltungsort für Unternehmertagungen und Künstlertreffen genutzt.
Als 1990 die Firma der Brüder Bosurgi in Konkurs ging, wurde die Insel versteigert, und die Region Sizilien konnte sie erwerben. 1998 wurde sie vom WWF zum Naturschutzgebiet erklärt, da hier einige seltene geschützte Tier- und Pflanzenarten zu finden sind, unter anderem einige Vogel- und Eidechsenarten.
Derzeit (Oktober 2024) kann der nördliche Teil der Insel besichtigt werden. Der unermäßigte Eintritt kostet 6 Euro pro Person. 
Der Name der Insel geht auf Wilhelm von Gloeden zurück, der Ende des 19. Jahrhunderts nach Taormina kam und den Ort durch seine Fotografien weltweit bekannt machte.